# Bimane
Un bimane (composé du préfixe grec bi et du latin manus, « main ») désigne un animal possédant deux mains, par opposition au quadrumane qui en a quatre. Le terme a longtemps servi à séparer l'espèce humaine du reste des primates, mais cette distinction, plus idéologique qu'analytique, a été abandonnée dans les classifications modernes.

## Taxon historique

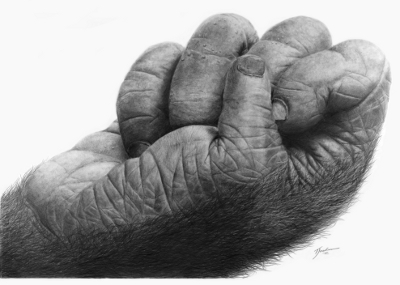
La main d'un chimpanzé. On notera la troublante ressemblance avec l'appendice humain.

Les taxons quadrumane et bimane sont introduits en 1779 dans la première édition Handbuch der Naturgeschichte (« Manuel d'histoire naturelle ») de Johann Friedrich Blumenbach. Ces deux ensembles, considérés soit comme des ordres soit comme des familles, distinguent l'Homme des singes et des prosimiens. En 1809, Lamarck donne cette définition précise de la famille des bimanes : « Mammifères à membres séparés, onguiculés; à trois sortes de dents, et à pouces opposables aux mains seulement ». Ces notions sont remises en question dès le milieu du XIXe siècle et l'idée d'un passage graduel de la quadrupédie ou quadrumanie à la bipédie est actuellement abandonnée par les paléoanthropologues.